# Agrotis frosya
Agrotis frosya — вид бабочек из рода Agrotis в составе семейства совок. Эндемик России — остров Беринга.

## Открытие вида и этимология названия
В августе 2011 года на территории Командорского государственного природного биосферного заповедника на острове Беринга проходили полевые энтомологические исследования, в ходе которых был собран обширный материал по фауне ночных бабочек. Сбор был произведён энтомологом Александром Наконечным. При дальнейшей обработке и изучении собранного материала в лабораторных условиях в 2014 году энтомолог-систематик Олег Пекарский установил, что один из видов в составе данных сборов является новым для науки.
Видовое название было дано в честь барбарийской полосатой мыши по имени Фрося, жившей у автора первоописания вида — Олега Пекарского, который считал её членом своей семьи.

## Описание
Размах крыльев 40—45 мм. Голова и воротник беловато-серого цвета. Щупики короткие. Грудь и брюшко серые. Основной фон переднего крыла серый, с напылением чёрными чешуйками. Передние крылья средней длины, слегка расширены к внешнему краю; на вершине округлые. Постмедиальная линия изогнута, зубчатая. Заднее крыло светло-серое, на внешней части с тёмным оттенком. Бахромка крыльев светло-серая, на передних крыльях светлее.

## Отличия от близкородственных видов
Отличия в строении гениталий от близкородственных видов выражены слабо. Вальвы всех трёх близких видов Agrotis militaris, Agrotis stenibergmani и Agrotis frosya характеризуются сходным строением и почти неразличимы. Вальвы Agrotis stenibergmani крупнее. В то же время весики у всех перечисленных видов различной длины, что точно соответствует строению гениталий самок. В целом генитальный аппарат самок соотносим по размеру с генитальным аппаратом самцов — классический случай «ключа и замка».

## Ареал
Эндемик Острова Беринга — крупнейшего острова в составе Командорских островов, расположенного к востоку от полуострова Камчатка.